# Kobyla Wola (gromada)
Kobyla Wola – dawna gromada, czyli najmniejsza jednostka podziału terytorialnego Polskiej Rzeczypospolitej Ludowej w latach 1954–1972.
Gromady, z gromadzkimi radami narodowymi (GRN) jako organami władzy najniższego stopnia na wsi, funkcjonowały od reformy reorganizującej administrację wiejską przeprowadzonej jesienią 1954 do momentu ich zniesienia z dniem 1 stycznia 1973, tym samym wypierając organizację gminną w latach 1954–1972.
Gromadę Kobyla Wola z siedzibą GRN w Kobylej Wol utworzono – jako jedną z 8759 gromad na obszarze Polski – w powiecie garwolińskim w woj. warszawskim, na mocy uchwały nr VI/10/2/54 WRN w Warszawie z dnia 5 października 1954. W skład jednostki weszły obszary dotychczasowych gromad Józefów, Kobyla Wola i Wola Rawska ze zniesionej gminy Górzno w tymże powiecie. Dla gromady ustalono 11 członków gromadzkiej rady narodowej.
Gromadę zniesiono 1 stycznia 1958, a jej obszar włączono do gromad: Górzno (wieś Kobyla Wola, kolonie Aleksandrów, Antonin, Józefin, Kobyla Wola, Nowy Kacprówek, Walerianów, Witoldów i Wojciechówka oraz osadę młyńską Ignaców) i Ruda Talubska (wsie Wola Rowska Nowa, Wola Rowska Stara i Rowy oraz kolonie Polesie Rowskie, Polesie Rowskie A, Polesie Rowskie B i Rowy D) w tymże powiecie.